# Kneajoluka, Dolîna
Kneajoluka (în ucraineană Княжолука, în germană Kniazoluka) este o comună în raionul Dolîna, regiunea Ivano-Frankivsk, Ucraina, formată numai din satul de reședință. Satul a fost locuit de germanii galițieni.

## Demografie
Componența lingvistică a comunei Kneajoluka
     Ucraineană (98,75%)
     Alte limbi (0,86%)
Conform recensământului din 2001, majoritatea populației comunei Kneajoluka era vorbitoare de ucraineană (98,75%), existând în minoritate și vorbitori de alte limbi.